# Gerhard Winter (Pastor)
Gerhard Winter (* 10. November 1589 in Lübeck; † 17. März 1661 ebenda) war ein deutscher evangelisch-lutherischer Geistlicher, Hauptpastor der Lübecker Jakobikirche und Senior des Geistlichen Ministeriums.

## Leben
Gerhard Winter war der Sohn des Schiffers Peter Winter. Er besuchte das Katharineum zu Lübeck und studierte an den Universitäten Rostock, Wittenberg und Tübingen. In Tübingen erlangte er den Magister-Grad. Von 1616 bis 1619 war er Rektor der Kieler Stadtschule.

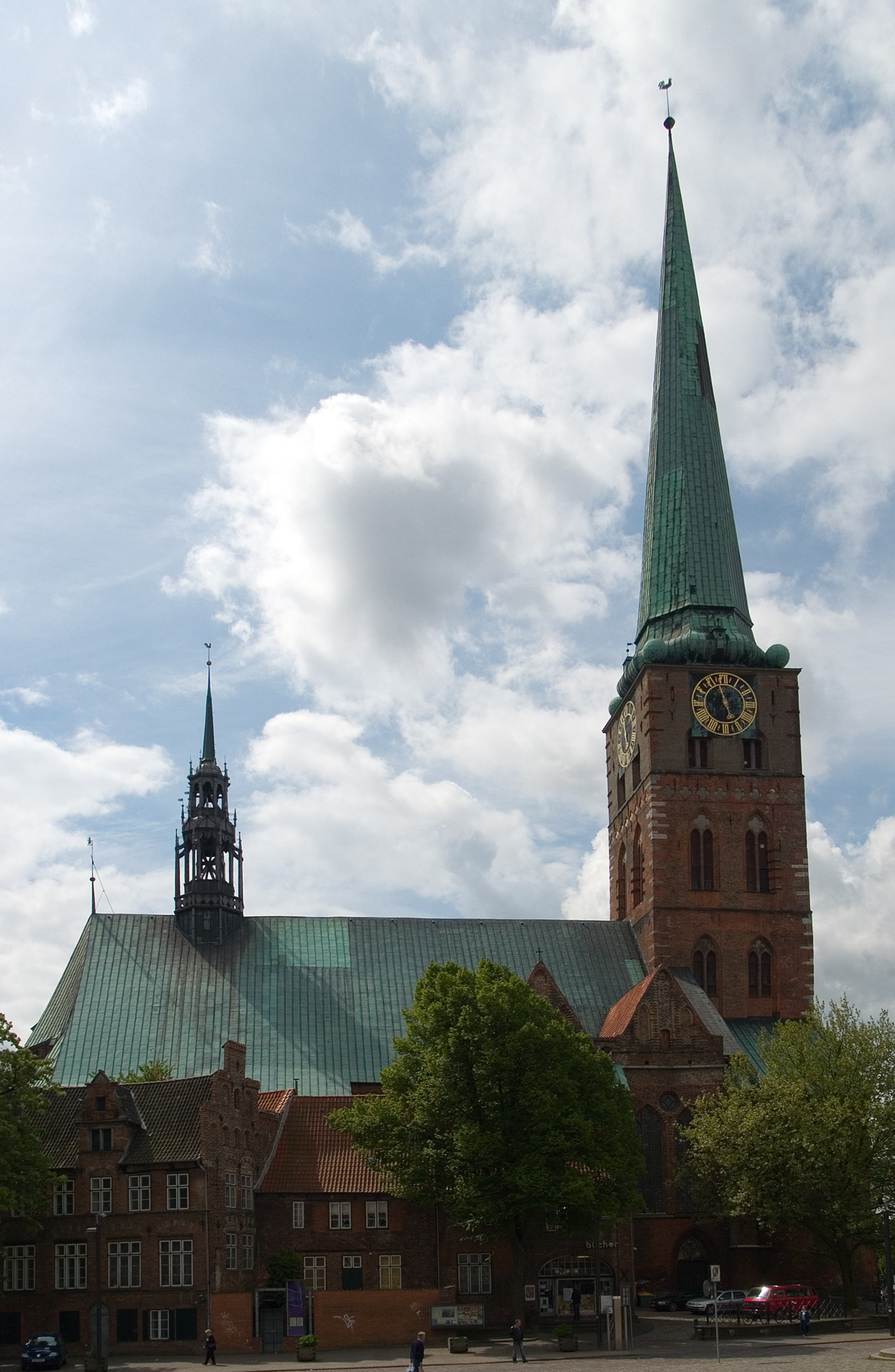
St. Jakobi; der Turm erhielt sein heutiges Aussehen 1658 zur Amtszeit von Gerhard Winter

1619 wurde er zum Prediger an der Marienkirche in Lübeck berufen. 1626 wechselte er als Hauptpastor an die Jakobikirche. Seine Amtszeit war geprägt von den Auswirkungen des Dreißigjährigen Krieges und dem Neubau der Turmspitze 1657/58. Seit 1653 war Gerhard Winter zugleich Senior des Lübecker Geistlichen Ministeriums und damit sowohl Gegenüber (als gewählter Vertreter der Pastorenschaft) als auch Stellvertreter des Superintendenten Menno Hanneken.
1661 starb er plötzlich „am Sonntage Oculi, Morgens Klocke 8 in seinem Beichtstuhl, wie er jetzt nach der Cantzel gehen wolte“.
An ihn erinnerte ein Epitaph an der Nordseite des ersten Südpfeilers. Es bestand aus seinem Bildnis und Lebensdaten sowie einem achtstrophigen deutschen Gedicht, war jedoch schon Anfang des 20. Jahrhunderts nicht mehr vorhanden.

## Schriften
- Heilsamer Rath/ Wie man es in diesen beschwerlichen Zeiten solle unnd müsse machen/ damit man zu besseren und frölicheren Zeiten kommen und gelangen müge: Genommen aus dem H. Evangelio/ welches am XIV. Sontage nach Trinitatis geprediget wird/ und der Christlichen Gemeine/ so in Lübeck zu S. Jacob gesamblet wird/ in öffentlicher Predigt vorgehalten Und Hernacher … zum Druck vorfertiget Durch M. Gerhardum Winter/ verordneten Pastorn daselbst. Schmalhertz, Lübeck 1627
- Christliche ErinnerungsPredigt Vom Christlichen Harren und Hoffen/ dessen alle bekümmerte und nothleidende Hertzen in ihrem Elende sich gebrauchen sollen: Zum Ehrengedächtnuß Deß WolEdlen/ Gestrengen und Vesten Hans Albrecht von Quitzow/ Erbgesessen zu Stavenow und Vogetshagen. Welcher alhie zu Lübeck Anno 1639. den 16 Septembris deß Nachts umb 2. Uhr aus dieser schnöden Welt gescheiden/ und in dem HErrn JEsu/ seinem Heylande/ sanfft und selig eingeschlaffen/ und darauff den 17. Decembris in Volckreicher versamblung hieselbst in der Thumbkirchen Christlich zur Erden bestättiget. Schrifftlich verfasset/ und auff begehren zum öffentlichen Druck abgegeben / Durch M. Gerhardum Winterum, der Kirchen zu S. Jacob Pastorem. Schmalhertz, Lübeck 1639[3]
- Christliche Trost-Predigt: Darin aus dem 49. Cap. Esaiae/ und sonst aus andern Ortern der heiligen Schrifft gelehret und berichtet wird/ Womit alle beküm[m]erte Seelen/ die mit der schweren Anfechtung sich plagen/ als wann sie von Gott vergessen und verlassen seyn/ sich erquicken und trösten sollen; Zum Ehrengedächtnuß derer … Frawen Dorothea, Des … Hans Albrecht von Quitzow … hiterlassenen Witwen/ Welche alhie zu Lübeck Anno 1640. den 28 Febr: … abgescheiden/ … und den 30. Martii … hieselbst in der Thumb-Kirchen Christlich zur Erden bestetiget: Schrifftlich verfasset/ und … zum öffentlichen Druck ubergeben / durch M. Gerhardum Winterum … Schmalhertz, Lübeck 1640
- Praeparatio Mortis Das ist Christlicher und Notwendiger Unterricht Wie ein Mensch zu rechter Zeit und bey gesunden Tagen/ sich gegen dem Todt recht schicken und wol zubereiten soll: Genommen aus des heiligen Ertzvaters und Patriarchen Jacobs Historia/ welche zu findende Im 1. Buch Mosis Capite 32. à vers. 1. ad 24. v. Zu sonderbaren Ehren-Gedächtniß/ Des … Christoff von Newkirchen/ gewesenen Fürstlichen Pommerischen/ in Wolgastischer Regierung/ Vornehmen geheimen Rath/ Schloß-Häuptman auff Wolgast und Pudgla/ auf Vorwerck Mellentin … Erben … Welcher allhie zu Lübeck/ Anno 1641. den 9. Junii … aus dieser schnöden Welt gescheiden/ und in Gott … eingeschlaffen/ und darauff den 15. Julii … hieselbsten in S. Marien Kirch zur Erden bestetiget / Schrifftlich verfasset … Durch M. Gerhardum Winter, Pastorn an S. Jacobs Kirch. Meyer, Lübeck 1641[4]